# Josefine Preuß
Josefine Preuß (Zehdenick, Brandenburg, 13 januari 1986) is een Duitse actrice, stemactrice en vertelster van hoorspelen en boeken.
Preuß groeide op in Potsdam. Ze speelde van 1999 tot 2003 in de Duitse kinderserie Schloss Einstein. Ze speelde daarin mee vanaf aflevering 129 tot 293, maar in 388 en 392 had ze ook nog een rol. Verder was ze te zien in de komedieserie Türkisch für Anfänger, waarin ze Lena Schneider speelde. Dat deed ze van 2005 tot 2008. Ze won diverse prijzen, waaronder die voor beste actrice voor Türkisch für Anfänger.

## Biografie
Als kind speelde Preuß in de Potsdamse theatergroep Taifun en verschillende hoofdrollen voor kinderen in het Hans Otto Theater. Van 2000 tot 2003 was ze te zien in de kinderserie Schloss Einstein, die wordt uitgezonden op KiKA, als de intrigerende, bitcherige Anna Reichenbach. Haar personage groeide uit tot een hoofdrol en maakte haar populair. Ze keerde terug voor een paar afleveringen in februari 2006. Daarna volgden verschillende kleinere rollen (o.a. in Inspecteur Rolle) en grotere rollen (Jargo). In 2004 nam ze het beheer over van het KiKA-tijdschrift Quergelesen, waarin ze boeken voor kinderen en jongeren presenteerde. In hetzelfde jaar speelde ze de rol van Nessie in de ProSieben speelfilm Klassenfahrt - Geknutscht wird immer. In 2005 speelde ze Sophie in de ProSieben tienerkomedie Schüleraustausch - Die Französinnen kommen.
Van 2002 tot 2004 ging ze naar de particuliere toneelschool Die Etage in Berlijn, maar ze stopte in het laatste semester en daarna nam ze de film Küss mich, Genosse! op, waarin ze Alexandra speelt. In de herfst van 2005 verscheen ze in Berlijn in de hoofdrol van Lena Schneider voor het eerste seizoen van de ARD-serie Türkisch für Anfänger. Na afloop van het tweede seizoen van Türkisch für Anfänger filmde ze in Praag voor Dornröschen - Ab durch die Hecke, een aflevering van de sprookjesserie van ProSieben. Hierin speelt ze de hoofdrol.
In 2007 speelde ze de hoofdrol in de korte film Chairs in the Snow. De film gaat over een kinderverkrachting en vertelt het verhaal van de vlucht van een jong meisje in de wereld van de fantasie om te ontsnappen aan de realiteit van haar ontvoering en verkrachting. Vanwege de drastische weergave kreeg de film geen leeftijdsclassificatie van het FSK. In de zomer van 2008 verscheen Preuß voor de camera voor nieuwe afleveringen van de serie Türkisch für Anfänger. In 2011 filmde ze samen met haar collega's uit de serie de bioscoopfilm Türkisch-für-Anfänger in Berlijn, München en Thailand.
Ze leende ook haar stem aan talrijke luisterboekproducties, waaronder het jeugdluisterboek Siebenmeter für die Liebe van Dora Heldt, dat in het voorjaar van 2011 werd uitgegeven door Jumbo-Verlag. In oktober 2012 kwam de animatiefilm Hotel Transylvania uit in de bioscoop, waarin Preuß haar stem gaf aan een van de hoofdrollen, Mavis, naast Elyas M'Barek. In de driedelige film Das Adlon. A Family Saga, die in januari 2013 werd uitgezonden op ZDF, speelde ze Sonja Schadt.
In 2013 verscheen ze in de horrorfilm Lost Place en in de fantasyfilm Ruby Red in de bijrol van Lucy Montrose. Ze vertolkte ook de rol van Lucy in de daaropvolgende films in de filmtrilogie, Saphirblau (2014) en Smaragdgrün (2016). In januari 2014 speelde ze de jonge Tilla Willinger in de ZDF-tweeluik The Pilgrim - een verfilming van de gelijknamige roman van Iny Lorentz - die, vermomd als man, het hart van haar overleden vader meeneemt van een keizerstad aan de Donau naar Santiago de Compostela op de Jakobsroute in de 14e eeuw.
Sinds 2010 is ze te zien in de filmserie Lotta. In 2016 leende ze haar stem aan ze het konijn Judy Hopps in de animatiefilm Zoomania. In 2016 speelde ze de hoofdrol van prinses Konstanze von Traunstein in de televisiefilm Das Sacher. In 2017 speelde ze een van de hoofdrollen in de vierdelige neo-comedyserie Nix Festes op ZDF. In 2018 speelde ze de hoofdrol van studente Nicola Wagner in de ZDF-televisiefilm Schattengrund - Ein Harz-Thriller.

## Filmografie

### Bioscoopfilms
- 2004: Jargo
- 2006: Afterhour (korte film)
- 2007: Stühle im Schnee (korte film)
- 2011: Rubbeldiekatz
- 2012: Türkisch für Anfänger
- 2012: Hotel Transylvania (synchroonrol)
- 2013: Rubinrot
- 2013: Epic (synchroonrol)
- 2013: Lost Place
- 2014: Irre sind Männlich
- 2014: Saphirblau
- 2016: Zootopia (synchroonrol)
- 2016: Smaragdgrün
- 2017: Vorwärts immer!
- 2018: Verpiss dich, Schneewittchen
- 2019: Klaus (synchroonrol)

### Televisiefilms
- 2004: Inspektor Rolle - Herz in Not
- 2004: Das Mörderspiel - Die Blumen des Bösen
- 2004: Klassenfahrt: Geknutscht wird immer
- 2006: Schüleraustausch: Die Französinnen kommen
- 2007: Küss mich, Genosse!
- 2007-2012: Die ProSieben Märchenstunde - Dornröschen
- 2008: Zwerg Nase
- 2008: Eine wie keiner
- 2009: Die Märchenstunde - Der verflixte Flaschengeist
- 2009: Der Stinkstiefel
- 2009: Richterin ohne Robe
- 2010: Lotta & die alten Eisen
- 2011: Im besten Alter
- 2011: Bermuda-Dreieck Nordsee
- 2011: Beate Uhse - Das Recht auf Liebe
- 2012: Lotta & die großen Erwartungen
- 2013: Lotta & die frohe Zukunft
- 2013: Das Adlon. Eine Familiensaga (driedelig)
- 2014: Die Pilgerin (tweedelig)
- 2014: Die Hebamme
- 2014: Alles muss raus – Eine Familie rechnet ab (tweedelig)
- 2015: Nord Nord Mord – Clüvers Geheimnis
- 2015: Lotta & das ewige Warum
- 2016: Lotta & der dicke Brocken
- 2016: Die Hebamme 2
- 2016: Das Sacher
- 2017: Der 7. Tag
- 2017: Keine zweite Chance (tweedelig)
- 2017: Lotta & der Ernst des Lebens
- 2018: Schattengrund – Ein Harz-Thriller
- 2019: Lotta & der schöne Schein
- 2019: Lotta & der Mittelpunkt der Welt
- 2019: Dein Leben gehört mir
- 2019: Lotta & der mittelpunkt der Erde.
- 2023: Gäste zum Essen

### Televisieseries
- 1998: ORB-Club
- 2000–2003, 2006: Schloss Einstein (seizoen 3–7, 8, 168 afleveringen)
- 2002: Pengo! Steinzeit!
- 2004: Sabine! - Kurzer Prozess
- 2004–2007: quergelesen
- 2005: Abschnitt 40 (5 afleveringen)
- 2005: Im Namen des Gesetzes - Panik
- 2005: In aller Freundschaft - Eine Flamme im Wind
- 2005: SOKO Leipzig – Reinen Herzens
- 2006–2008: Türkisch für Anfänger (seizoen 1–3, 52 afleveringen)
- 2006: SOKO Köln – Tod im Kaufhaus
- 2006: SOKO Rhein-Main – Schatten der Vergangenheit
- 2007: Beutolomäus und die Prinzessin
- 2007: Ein Fall für zwei - Mord im Museum
- 2007: Das Duo - Echte Kerle
- 2007: Kommissar Stolberg - Eisprinzessin
- 2008: Dell & Richthoven - Der süße Klang der Lüge
- 2008: Türkisch für Anfänger
- 2009: Tatort – Vermisst
- 2009: Küstenwache - Russisches Roulette
- sinds 2010: Lotta (8 afleveringen)
- 2010: Familie Dr. Kleist - Kopfzerbrechen
- 2010: Danni Lowinski - Arm dran
- 2010: Der Staatsanwalt - Tod eines Schülers
- 2010: Tatort – Die Unmöglichkeit, sich den Tod vorzustellen
- 2011: Doctor’s Diary - Autsch! Sturz von der Karriereleiter
- 2014: Tatort – Türkischer Honig
- 2017: Schuld nach Ferdinand von Schirach - Das Cello
- 2018–2021: Nix Festes (12 afleveringen)
- 2019: Todesfrist – Nemez und Sneijder ermitteln
- 2021: Todesurteil – Nemez und Sneijder ermitteln
- 2022: Muspilli (8 afleveringen)
- sinds 2023: Dr. Nice (2 afleveringen)

## Theater
- 1997: La finta semplice, Hans Otto Theater Potsdam
- 1999–2000: Damen der Gesellschaft, Hans Otto Theater Potsdam

## Luisterboeken en hoorspelen (selectie)
Preuß heeft in haar carrière al voor verschillende uitgevers gewerkt, waaronder Random House Audio, Argon Verlag, Hörbuch Hamburg & Audible.
- Beutolomäus und die Prinzessin (hoorspel voor de serie)
- Clementine (Sara Pennypacker)
- Clementine schreibt einen Brief (Sara Pennypacker)
- Das Blut der Lilie (Jennifer Donnelly), Der Audio Verlag (DAV), Berlin, 2011, ISBN 978-3-86231-059-3 (6 cd's, 448 minuten)
- Das große Hamstermassaker (Katie Davies)
- Die Auswahl – Cassia und Ky (Ally Condie)
- Die Flucht – Cassia und Ky (Ally Condie)
- Frosch oder Traumprinz (Hermien Stellmacher)
- Für jede Lösung ein Problem (Kerstin Gier)
- Ghostgirl (Tonya Hurley)
- Grimms Märchen (gebroeders Grimm) (de verhalen: Der Wolf und die sieben jungen Geißlein, Die Gänsemagd, Das Mädchen ohne Hände, Die sieben Raben)
- Harriet – Spionage aller Art (Louise Fitzhugh)
- Happy Family (David Safier)
- Ich schreib dir morgen wieder (Cecelia Ahern)
- Julie und Schneewittchen – Schlimmer geht’s immer (Franca Düwel)
- Küss den Wolf. Rotkäppchens zauberhafte Lovestory (Gabriella Engelmann)
- Maxi und Mo – Liebe und Co (Dagmar Geisler)
- Pippi Langstrumpf (Astrid Lindgren)
- Pippi Langstrumpf geht an Bord (Astrid Lindgren)
- Pippi in Taka-Tuka-Land (Astrid Lindgren)
- Philippa und die Traumfee (Liz Kessler)
- Rain – das tödliche Element (Virginia Bergin)
- Rubinrot: Liebe geht durch alle Zeiten (Kerstin Gier)
- Saphirblau: Liebe geht durch alle Zeiten (Kerstin Gier)
- Sehen wir uns morgen?? (Alice Kuipers)
- Siebenmeter für die Liebe (Dora Heldt)
- Smaragdgrün: Liebe geht durch alle Zeiten (Kerstin Gier)
- Türkisch für Anfänger (hoorspel voor de film)
- Vorhang auf für Clementine (Sara Pennypacker)
- Zoomania (Romanadaption), Hörverlag – ISBN 978-3-8445-2500-7
- Die Übergangsmanagerin (Karen Elste, Audible exklusiv)
- Das Übergangsmanagement (Karen Elste, Audible exklusiv)

## Discografie

### Muziekvideo's
- 2011: Leuchtfeuer van Emma6